# شاهدخت هیام
شاهدخت هیام (۱۹۳۳–۱۹۹۹) یک شاهدخت عراق از طریق ازدواج با ولیعهد عراق بود. او از قتل عام خانواده سلطنتی در جریان انقلاب ۱۴ ژوئیه جان سالم به در برد.
شاهدخت هیام دختر شیخ العماره محمد الحبیب بود و در سال ۱۹۵۳ با ولیعهد ازدواج کرد.
هیام تنها عضو خانواده سلطنتی بود که از قتل عام زنده ماند، اما دقیقاً چگونگی و چرایی این اتفاق هنوز مشخص نیست. در آشفتگی پس از تیراندازی اولیه، ظاهراً توسط برخی از سربازان قبیله خانوادگی‌اش محافظت می‌شد.
شاهدخت هیام بعداً با پسر عموی خود ازدواج کرد و صاحب دو فرزند شد. شوهر دومش پسر عموی او و عضو قبیله الربیع بود که یک قبیله برجسته از جنوب عراق است. او در دهه ۱۹۸۰ برای زندگی به اردن آمد. او در سال ۱۹۹۹ در امان، اردن درگذشت.